# Roepera
Roepera är ett släkte av pockenholtsväxter. Roepera ingår i familjen pockenholtsväxter.

## Dottertaxa tillRoepera, i alfabetisk ordning[1]
- Roepera ammophila
- Roepera angustifolia
- Roepera apiculata
- Roepera aurantiaca
- Roepera billardieri
- Roepera botulifolia
- Roepera compressa
- Roepera confluens
- Roepera cordifolia
- Roepera crassissima
- Roepera crenata
- Roepera cuneifolia
- Roepera debilis
- Roepera divaricata
- Roepera eichleri
- Roepera emarginata
- Roepera eremaea
- Roepera flava
- Roepera flexuosa
- Roepera foetida
- Roepera fruticulosa
- Roepera fulva
- Roepera fuscata
- Roepera glauca
- Roepera halophila
- Roepera hirticaulis
- Roepera horrida
- Roepera howittii
- Roepera humillima
- Roepera hybrida
- Roepera incrustata
- Roepera iodocarpa
- Roepera kochii
- Roepera leptopetala
- Roepera leucoclada
- Roepera lichtensteiniana
- Roepera lobulata
- Roepera macrocarpos
- Roepera maculata
- Roepera maritima
- Roepera marliesiae
- Roepera microphylla
- Roepera morgiana
- Roepera orbiculata
- Roepera ovata
- Roepera prismatotheca
- Roepera pubescens
- Roepera pygmaea
- Roepera reticulata
- Roepera retivalvis
- Roepera rogersii
- Roepera rowelliae
- Roepera schreiberiana
- Roepera sessilifolia
- Roepera similis
- Roepera sphaerocarpa
- Roepera spinosa
- Roepera teretifolia
- Roepera tesquorum
- Roepera tetraptera